# Софија Перић
Софија Перић (Кијев, 26. април 2001) је српска певачица.

## Биографија
Софија Перић рођена је 26. априла 2001. године у Кијеву, Украјина. Долази из мешовитог брака — њен отац је Србин, а мајка руско-украјинског порекла. Као мала девојчица заљубила се у музику. То примећују њени родитељи који се такође баве музиком. Прво јавно појављивање имала је са шест година.
2009.године уписала је  музичку школу "Стеван Мокрањац" (одсек клавир) у Пожаревцу. Софија је у првој години музичке школе показала велико интересовање за музиком. 2015.године завршила је основну музичку школу "Стеван Мокрањац" са одличним успехом и следеће године уписује средњу музичку школу  "Стеван Мокрањац" у Пожаревцу (теоретски одсек) коју 2020.године такође завршава  са одличним успехом.
Софија пева т поп музику. Снимила је до сада 8 соло песме. Учествовала је на разним манифестацијама и гостовала у више телевизијских емисија.
Певала је испред представника дипломатског кора, Српске православне цркве, као и испред многих уважених званица из јавног и друштвено-политичког живота. Наступала је у Сава Центру, Коларцу, Српском Народном позоришту у Новом Саду са најеминентнијим уметницима Русије и Србије. Наступала је у Народном позоришту у Београду на додели "Златне значке",  у Председниству Србије на додели "Вукове награде",  у Руском дому,  на фестивалима  где је више пута била награђена за најбољи вокал, на фестивалу младих у Књажевцу, на Међународним сусретима писаца, више пута на манифестацији ,,Царевчеви дани" у В.Градишту, дани Мије Крњевца у Крњеву, на радијском фестивалу "Први тон" и т.д.      
Софија пева поп музику. Снимила је до сада 8 соло песме. Учествовала је на разним манифестацијама и гостовала у више телевизијских емисија.
Дана 10. јануара 2019. објављено је да ће се Софија Перић са песмом Аритмија такмичити на Беовизији 2019, избору за представника Србије на Песми Евровизије 2019. Музику песме је написао Владимир Граић, а текст Снежана Вукомановић. Софија је наступила 8. по реду у првој полуфиналној вечери одржаној 27. фебруара 2019. и пласирала се у финале Беовизије које је одржано 3. марта 2019. године.
Захваљујући наступима у ТВ емисијама стекла је велику популарност како у Србији тако и широм Балкана. 2020.године на позив Српске Националне Академији из Торонта наступила је на Гала свечаности посвећеној српском научнику Николи Тесли (Tesla Gala event u Burlington Convention Centre ). Сугестивна на сцени, раскошна уметничка личност која нам у свакој интерпретацији несебично дарује део своје душе.

## Дискографија
- Први пут (2015)
- Тика Така (2016)
- Вечност и један дан (2017)
- Аритмија (2019)